# Пуэрто-Кабесас
Пуэ́рто-Кабе́сас (исп. Puerto Cabezas) — город и муниципалитет в северо-восточной части Никарагуа, административный центр автономного региона Атлантический Северный.

## Географическое положение
Город расположен на востоке департамента, на побережье Карибского моря, примерно в 536 км от Манагуа. Абсолютная высота — 7 метров над уровнем моря.
Климат города — тропический муссонный со значительным количеством осадков на протяжении всего года кроме короткого сухого сезона, продолжающегося с марта по апрель. Средние температуры меняются от 24,5 °C в феврале до 27,8 °C в мае. Годовая норма осадков — 2799 мм.

## История
В период с 1912 до 1925 года и с 1926 по 1933 год Никарагуа была оккупирована войсками США. 4 мая 1927 года под руководством генерала А. Сандино началась национально-освободительная война (продолжавшаяся до 1934 года). В связи с активизацией сандинистов, в середине января 1928 года территория Никарагуа была разделена на три оккупационные зоны, при этом центром одной из трёх зон стал Пуэрто-Кабесас (здесь были размещены региональный штаб и гарнизон из морских пехотинцев).
В первой половине 1960-х годов морской порт оставался в собственности американской компании "Standard Fruit & Steamship Company" и использовался в основном для вывоза леса и лесоматериалов (грузооборот составлял около 50 тыс. тонн в год).
В ходе подготовленной США операции по вторжению на Кубу «бригады 2506» возле города была создана тренировочная база «бригады 2506» (JMTide), в апреле 1961 года в порту Пуэрто-Кабесас бригада была погружена на корабли и отправлена на Кубу. Охрану внешнего периметра аэропорта (на котором базировалась авиация бригады) и железнодорожной станции в это время обеспечивало подразделение никарагуанской национальной гвардии.
В 1971 году население города составляло 10 тыс. человек, он являлся центром деревообрабатывающей промышленности и важным морским портом (через который шёл экспорт древесины и меди).
После победы Сандинистской революции в июле 1979 года развитие города активизировалось. В первой половине 1980-х годов здесь были открыты три школы и радиостанция, построены госпиталь и стадион, к 1985 году из столицы в Пуэрто-Кабесас была проведена линия телефонной связи, а центральная улица получила твёрдое покрытие (её замостили кирпичом).
В сентябре 2007 года город был частично разрушен ураганом "Феликс".

## Население
Динамика численности населения города по годам:
| 1995   | 2000   | 2005   | 2013   |
| ------ | ------ | ------ | ------ |
| 22 588 | 28 425 | 39 428 | 59 222 |

## Транспорт
- морской порт[4][7]
- аэропорт Пуэрто-Кабесас[4], принимающий регулярные ежедневные рейсы из Манагуа.

## Города-побратимы
- Берлингтон, США
- Лулео, Швеция